# Demetrio del Monferrato
Demetrio del Monferrato (Δημήτριος Μομφερρατικός, Dēmētrios Momferratikos; Tessalonica, 1205 – Amalfi, 1230) è stato re di Tessalonica dal 1207 al 1224 e re titolare di Tessalonica dal 1224 alla morte.

## Biografia

### Infanzia
Demetrio degli Aleramici nacque da Bonifacio I del Monferrato e da Margherita di Ungheria, vedova dell'imperatore Isacco II Angelo. Deve il suo nome a San Demetrio, santo patrono della città di Tessalonica (oggi Salonicco), della quale il padre era diventato re in seguito alle alterne vicende della quarta crociata.
Quando Bonifacio venne ucciso in battaglia mentre stava tornando da una scorreria in territorio bulgaro, Tessalonica fu assediata dalle truppe del re Kaloyan di Bulgaria. L'assedio terminò con la morte dell'attaccante, ma il potere di Demetrio non era sicuro. La sua giovane età ne faceva una facile preda per i nobili del regno, che cospiravano contro di lui. Molti meditavano di sostituirlo con Guglielmo VI del Monferrato.

### Re di Tessalonica

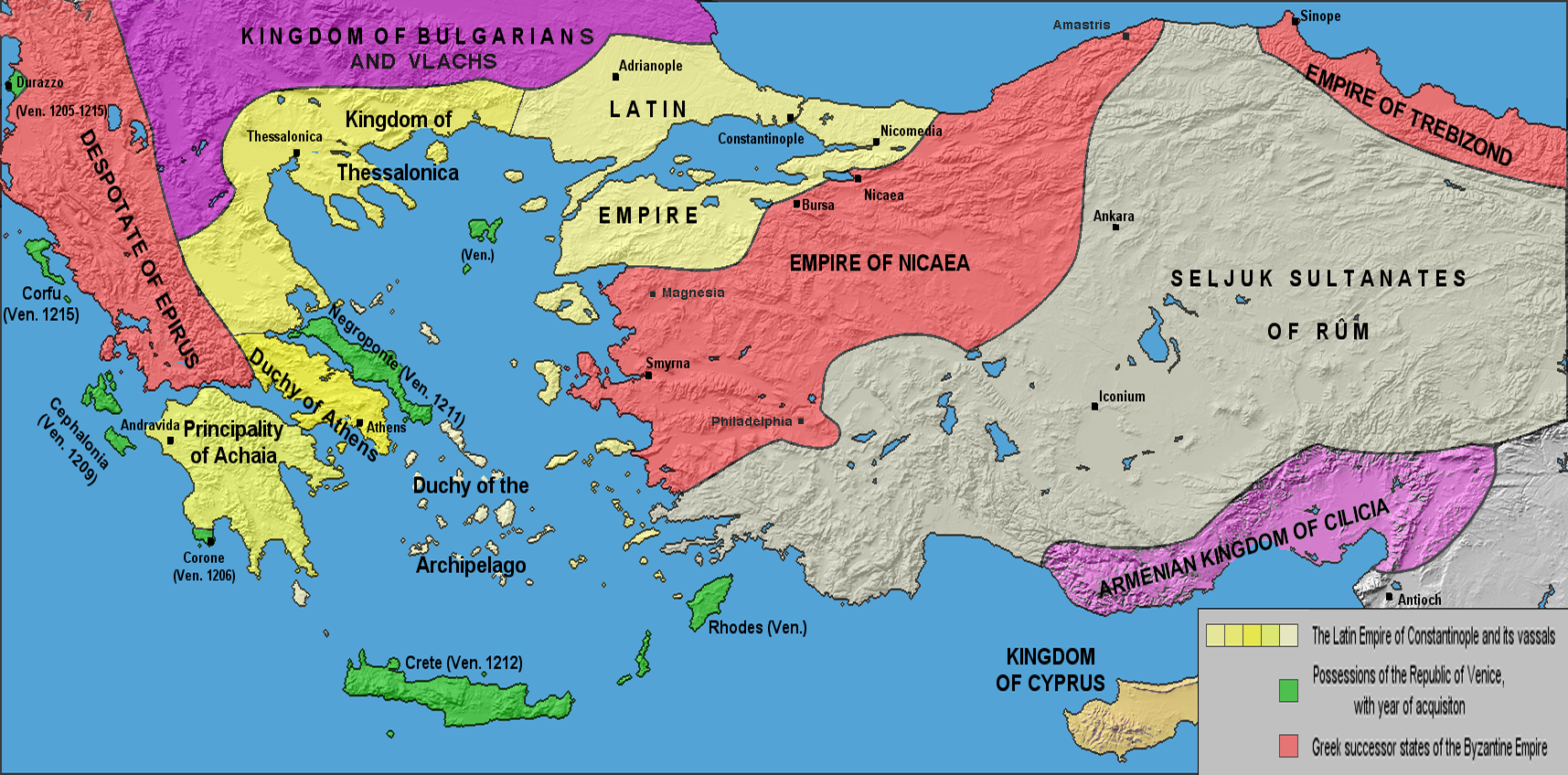
La mappa mostra la geografia dei territori dell'Impero latino di Costantinopoli negli anni immediatamente successivi alla Quarta Crociata

Enrico di Fiandra, l'imperatore latino d'Oriente, mosse su Tessalonica nel dicembre 1208 per mettere ordine nel regno. I baroni, guidati da Oberto II di Biandrate, chiusero le porte della città considerando inammissibili le richieste imperiali. Enrico finse di accettare le condizioni di Umberto II poi, appena entrato, incoronò Demetrio di Monferrato. Era il 6 gennaio 1209. Papa Innocenzo III confermò l'incoronazione di Demetrio.
La situazione non era però completamente sistemata. I baroni rifiutarono di presenziare ad una riunione voluta da Enrico per conciliare il regno di Tessalonica, mentre l'imperatore pose il suo giovane fratello Eustachio come reggente per re Demetrio. Enrico, infine, morì nel 1216. Il nuovo imperatore, Pietro II di Courtenay, accondiscese alle pretese dei nobili tessalonicesi, e nominò Guglielmo VI come re della città. Margherita, la madre di Demetrio, fuggì in Ungheria, ma il figlio rimase in Grecia.

### Disordini e fuga
In seguito a disordini, Teodoro Comneno seppe sfruttare le discordie tra i Principi del regno e conquistò molte piazzeforti vicino a Tessalonica. Guglielmo VI, dal canto suo, era poco interessato al trono orientale: inviò nel 1222 alcuni crociati per riprendere i territori perduti, ma Teodoro riuscì a sottomettere Tessalonica stessa prima dell'arrivo di questi. Era il dicembre 1224. Demetrio fuggì alla corte di Federico II in Sicilia e partecipò con esso alla sua crociata nel Levante. Morì l'anno seguente ad Amalfi, non prima di aver ceduto i diritti alla successione al trono tessalonicese.

## Ascendenza
|                            |                    |                           | Genitori                   |  |  | Nonni |  |  | Bisnonni                 |  |  | Trisnonni                   |  |
|                            |                    |                           |                            |  |  |       |  |  | Ranieri I del Monferrato |  |  | Guglielmo IV del Monferrato |  |
|                            |                    |                           |                            |  |  |       |  |  | Ranieri I del Monferrato |  |  | Guglielmo IV del Monferrato |  |
|                            |                    | Otta di Agliè             |                            |  |  |       |  |  | Ranieri I del Monferrato |  |  |                             |  |
| Guglielmo V del Monferrato |                    |                           |                            |  |  |       |  |  | Ranieri I del Monferrato |  |  |                             |  |
|                            |                    | Gisella di Borgogna       | Guglielmo I di Borgogna    |  |  |       |  |  |                          |  |  |                             |  |
|                            |                    | Gisella di Borgogna       | Guglielmo I di Borgogna    |  |  |       |  |  |                          |  |  |                             |  |
|                            |                    | Gisella di Borgogna       | Stefania di Borgogna       |  |  |       |  |  |                          |  |  |                             |  |
| Bonifacio I del Monferrato |                    | Gisella di Borgogna       |                            |  |  |       |  |  |                          |  |  |                             |  |
|                            |                    | Leopoldo III di Babenberg | Leopoldo II di Babenberg   |  |  |       |  |  |                          |  |  |                             |  |
|                            |                    | Leopoldo III di Babenberg | Leopoldo II di Babenberg   |  |  |       |  |  |                          |  |  |                             |  |
|                            |                    | Leopoldo III di Babenberg | Ida di Formbach-Ratelnberg |  |  |       |  |  |                          |  |  |                             |  |
| Giuditta di Babenberg      |                    | Leopoldo III di Babenberg |                            |  |  |       |  |  |                          |  |  |                             |  |
|                            |                    | Agnese di Waiblingen      | Enrico IV di Franconia     |  |  |       |  |  |                          |  |  |                             |  |
|                            |                    | Agnese di Waiblingen      | Enrico IV di Franconia     |  |  |       |  |  |                          |  |  |                             |  |
|                            |                    | Agnese di Waiblingen      | Berta di Savoia            |  |  |       |  |  |                          |  |  |                             |  |
| Demetrio del Monferrato    |                    | Agnese di Waiblingen      |                            |  |  |       |  |  |                          |  |  |                             |  |
|                            | Géza II d'Ungheria | Béla II d'Ungheria        |                            |  |  |       |  |  |                          |  |  |                             |  |
|                            | Géza II d'Ungheria | Béla II d'Ungheria        |                            |  |  |       |  |  |                          |  |  |                             |  |
|                            | Géza II d'Ungheria | Elena di Rascia           |                            |  |  |       |  |  |                          |  |  |                             |  |
| Béla III d'Ungheria        | Géza II d'Ungheria |                           |                            |  |  |       |  |  |                          |  |  |                             |  |
|                            |                    | Efrosin'ja Mstislavna     | Mstislav I di Kiev         |  |  |       |  |  |                          |  |  |                             |  |
|                            |                    | Efrosin'ja Mstislavna     | Mstislav I di Kiev         |  |  |       |  |  |                          |  |  |                             |  |
|                            |                    | Efrosin'ja Mstislavna     | …                          |  |  |       |  |  |                          |  |  |                             |  |
| Margherita d'Ungheria      |                    | Efrosin'ja Mstislavna     |                            |  |  |       |  |  |                          |  |  |                             |  |
|                            |                    | Rinaldo di Châtillon      | Enrico di Châtillon        |  |  |       |  |  |                          |  |  |                             |  |
|                            |                    | Rinaldo di Châtillon      | Enrico di Châtillon        |  |  |       |  |  |                          |  |  |                             |  |
|                            |                    | Rinaldo di Châtillon      | …                          |  |  |       |  |  |                          |  |  |                             |  |
| Agnese d'Antiochia         |                    | Rinaldo di Châtillon      |                            |  |  |       |  |  |                          |  |  |                             |  |
|                            |                    | Costanza d'Antiochia      | Boemondo II d'Antiochia    |  |  |       |  |  |                          |  |  |                             |  |
|                            |                    | Costanza d'Antiochia      | Boemondo II d'Antiochia    |  |  |       |  |  |                          |  |  |                             |  |
|                            |                    | Costanza d'Antiochia      | Alice di Antiochia         |  |  |       |  |  |                          |  |  |                             |  |
|                            |                    | Costanza d'Antiochia      |                            |  |  |       |  |  |                          |  |  |                             |  |